# دانشگاه الفاتح

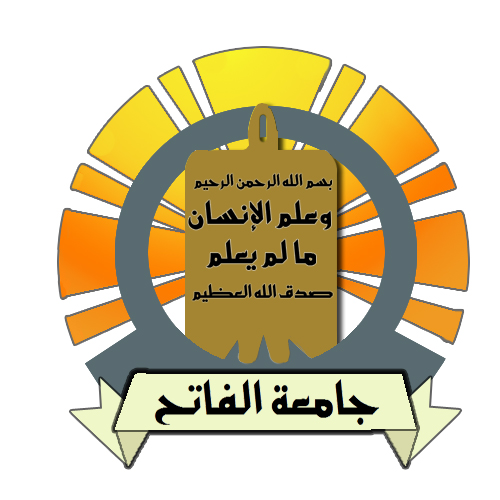
دانشگاه الفاتح

دانشگاه الفاتح (به عربی: جامعة الفاتح) (به انگلیسی: Al Fateh University)، نام بزرگترین دانشگاه در کشور لیبی است که در سال ۱۹۵۷ در شهر طرابلس تأسیس شد.
دانشگاه الفاتح، دانشگاهی دولتی است و زبان درسی در این دانشگاه عربی می‌باشد. نام این دانشگاه بعد از سقوط قذافی به نام اول آن قبل از قذافی یعنی دانشگاه طرابلس برگشت.